# Olympische Sommerspiele 1928/Leichtathletik – Kugelstoßen (Männer)
Das Kugelstoßen der Männer bei den Olympischen Spielen 1928 in Amsterdam wurde am 29. Juli 1928 im Olympiastadion Amsterdam ausgetragen. 22 Athleten nahmen teil.
Olympiasieger wurde mit einem neuen Weltrekord der US-Amerikaner John Kuck vor seinem Landsmann Herman Brix. Bronze ging an den Deutschen Emil Hirschfeld.

## Rekorde

### Bestehende Rekorde
| Weltrekord         | 15,79 m | Emil Hirschfeld ( Deutsches Reich) | Breslau, Deutsches Reich      | 6. Mai 1928   |
| Olympischer Rekord | 15,34 m | Pat McDonald ( USA)                | Finale OS Stockholm, Schweden | 10. Juli 1912 |

### Rekordverbesserungen
Es gab zwei Rekordverbesserungen.
- Olympischer Rekord: 15,75 m – Herman Brix (USA), Qualifikation am 29. Juli
- Weltrekord: 15,87 m – John Kuck (USA), Finale am 29. Juli

## Durchführung des Wettbewerbs
Am 29. Juli gab es eine Qualifikationsrunde in zwei Gruppen. Für das Finale, das am selben Tag stattfand, qualifizierten sich die sechs besten Athleten – hellblau unterlegt – aus den vier Gruppen. Dabei ging das Resultat der Qualifikation mit in das Endresultat ein.
Anmerkung:

Die mit g angegebenen Weiten sind geschätzt.

## Qualifikation

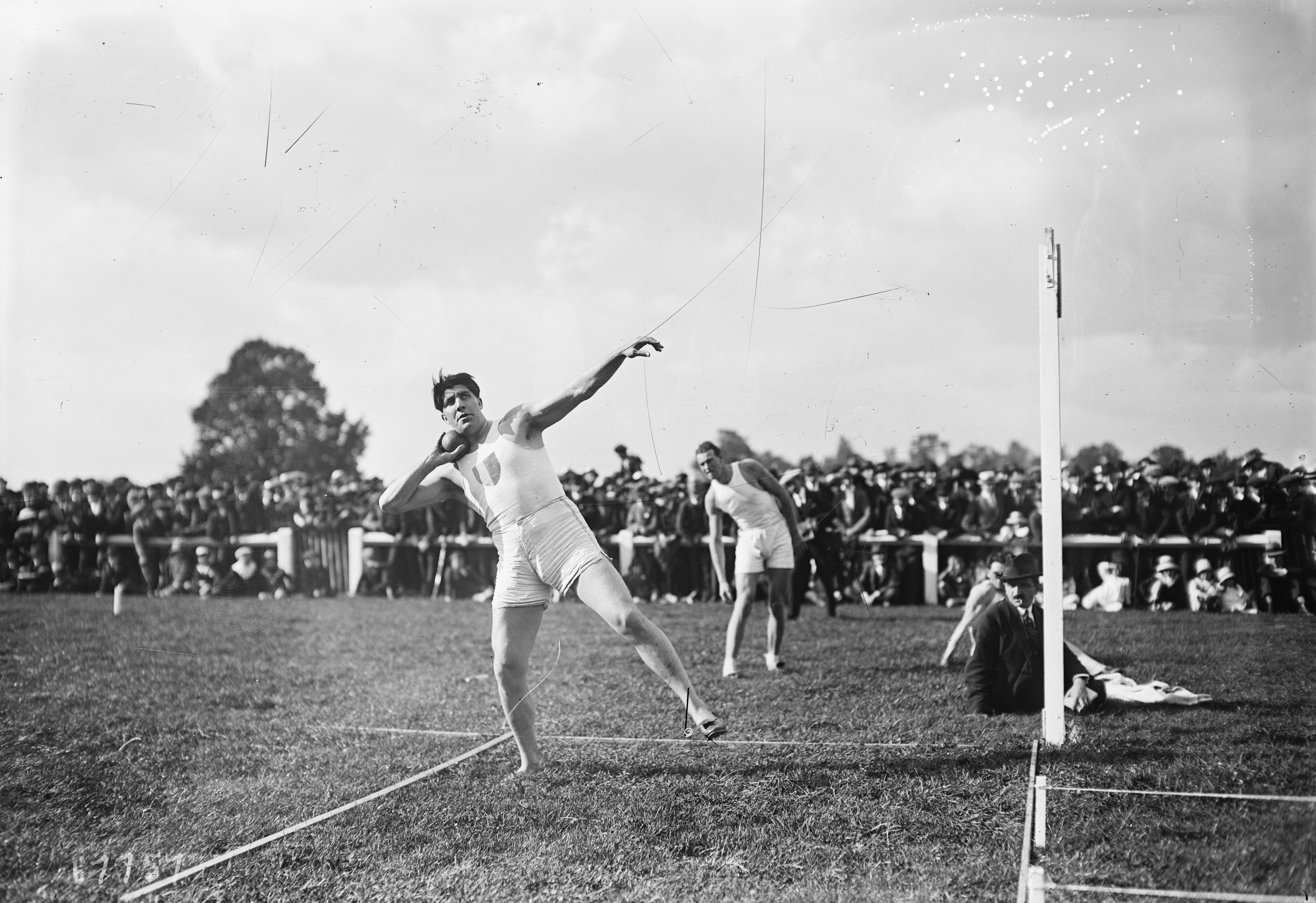
Raoul Paoli – ausgeschieden mit 12,68 m in Qualifikationsgruppe 1

Datum: 29. Juli 1928

### Gruppe 1
| Platz | Name            | Nation          | Weite   | Anmerkung |
| ----- | --------------- | --------------- | ------- | --------- |
| 1     | Herman Brix     | USA             | 15,75 m | OR        |
| 2     | Eric Krenz      | USA             | 14,99 m |           |
| 3     | Wilhelm Uebler  | Deutsches Reich | 14,69 m |           |
| 3     | Armas Wahlstedt | Finnland        | 14,69 m |           |
| 5     | Werner Nüesch   | Schweiz         | 13,77 m |           |
| 6     | Rex Woods       | Großbritannien  | 12,70 m |           |
| 7     | Raoul Paoli     | Frankreich      | 12,68 m |           |
| 8     | Alexandru Fritz | Rumänien        | 12,55 m |           |
| 9     | Jesús Aguirre   | Mexiko          | 11,33 m |           |

### Gruppe 2

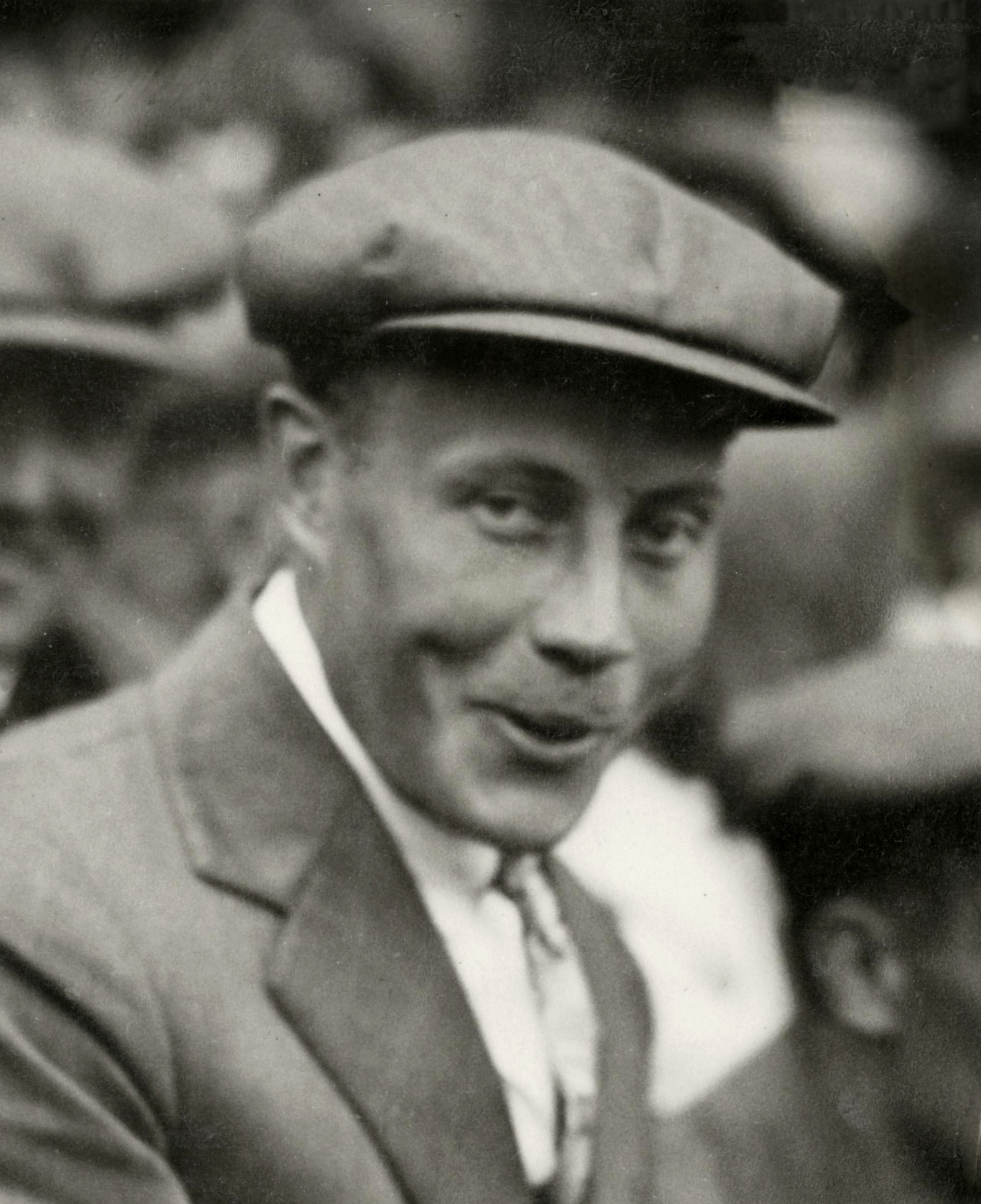
Paavo Yrjölä – ausgeschieden mit 14,01 m in Qualifikationsgruppe 2
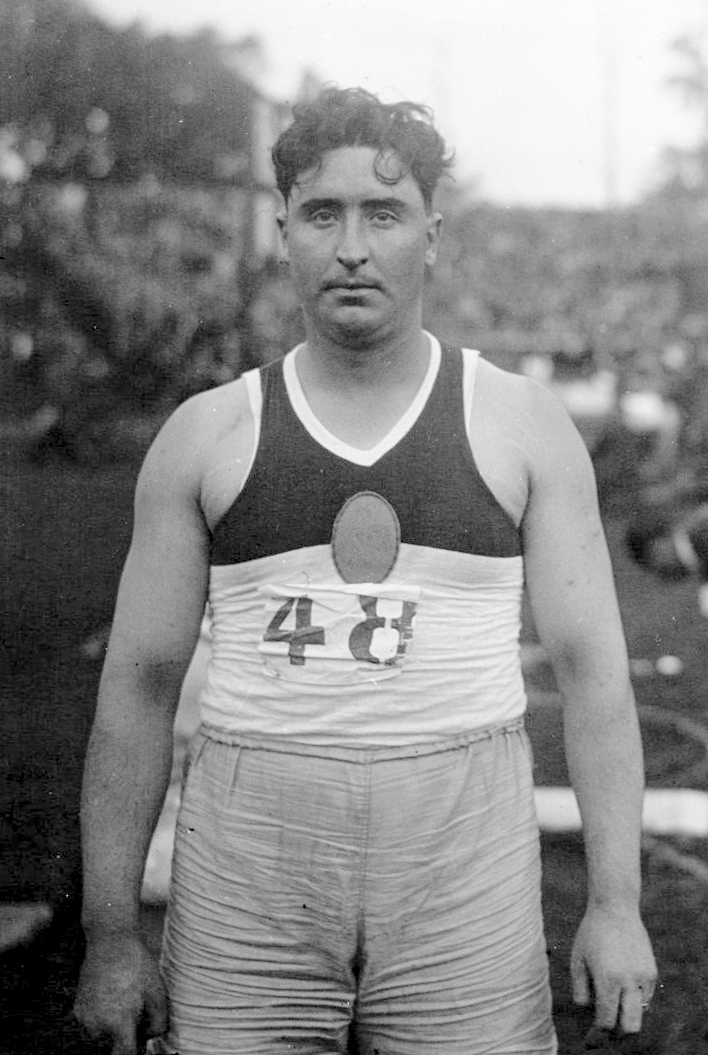
Édouard Duhour – ausgeschieden mit 13,72 m in Qualifikationsgruppe 2
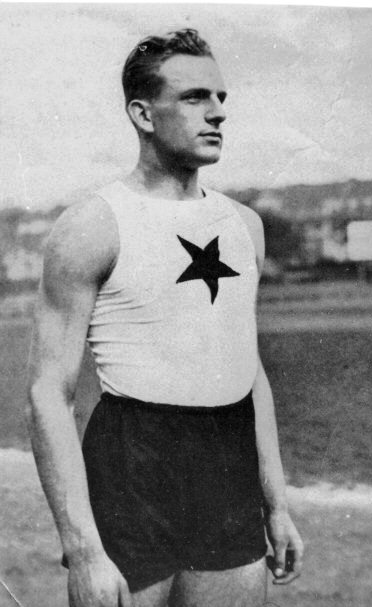
František Douda – ausgeschieden mit 13,12 m in Qualifikationsgruppe 2

| Platz | Name                | Nation           | Weite   | Anmerkung |
| ----- | ------------------- | ---------------- | ------- | --------- |
| 1     | Emil Hirschfeld     | Deutsches Reich  | 15,72 m |           |
| 2     | John Kuck           | USA              | 15,43 m |           |
| 3     | Harlow Rothert      | USA              | 14,68 m |           |
| 4     | József Darányi      | Ungarn           | 14,35 m |           |
| 5     | Paavo Yrjölä        | Finnland         | 14,01 m |           |
| 6     | Édouard Duhour      | Frankreich       | 13,72 m |           |
| 7     | Nikolai Feldmann    | Estland          | 13,54 m |           |
| 8     | Johan Trandem       | Norwegen         | 13,40 m |           |
| 9     | František Douda     | Tschechoslowakei | 13,12 m |           |
| 10    | Dimitrios Karabatis | Griechenland     | 12,98 m |           |
| 11    | Ion David           | Rumänien         | 12,82 m |           |
| 12    | Robert Howland      | Großbritannien   | 12,52 m |           |
| 12    | Auguste Vos         | Belgien          | 12,52 m |           |

## Finale und Resultat der besten Acht
Datum: 29. Juli 1928
|       |                 |                 | Qualifikation                    | Qualifikation                    | Qualifikation                         | Finale                                | Finale                                | Finale                                |              |                            |
| Platz | Name            | Nation          | 1. Versuch (m)                   | 2. Versuch (m)                   | 3. Versuch (m)                        | 4. Versuch (m)                        | 5. Versuch (m)                        | 6. Versuch (m)                        | Resultat (m) | Anmerkung                  |
| ----- | --------------- | --------------- | -------------------------------- | -------------------------------- | ------------------------------------- | ------------------------------------- | ------------------------------------- | ------------------------------------- | ------------ | -------------------------- |
| 1     | John Kuck       | USA             | 15,00 g                          | 14,80 g                          | 15,43                                 | 15,10 g                               | 15,87                                 | 15,20 g                               | 15,87        | WR                         |
| 2     | Herman Brix     | USA             | 15,75                            | 15,30 g                          | 15,30 g                               | 15,40 g                               | 15,20 g                               | 15,20 g                               | 15,75        |                            |
| 3     | Emil Hirschfeld | Deutsches Reich | 15,72                            | 14,98                            | 15,52                                 | 15,63                                 | 14,78                                 | 15,01                                 | 15,72        |                            |
| 4     | Eric Krenz      | USA             | 13,80                            | 14,99                            | Weitere Weiten seiner Stöße unbekannt | Weitere Weiten seiner Stöße unbekannt | Weitere Weiten seiner Stöße unbekannt | Weitere Weiten seiner Stöße unbekannt | 14,99        |                            |
| 5     | Armas Wahlstedt | Finnland        | 14,69                            | 14,40 g                          | 13,90 g                               | 14,00 g                               | 14,00 g                               | 13,90 g                               | 14,69        | nach Stechen mit Uebler    |
| 6     | Wilhelm Uebler  | Deutsches Reich | 14,69                            | 14,64                            | 14,66                                 | 14,05                                 | 13,91                                 | 14,58                                 | 14,69        | nach Stechen mit Wahlstedt |
| 7     | Harlow Rothert  | USA             | beste Qualifikationsweite: 14,68 | beste Qualifikationsweite: 14,68 | beste Qualifikationsweite: 14,68      | nicht für das Finale qualifiziert     | nicht für das Finale qualifiziert     | nicht für das Finale qualifiziert     | 14,68        |                            |
| 8     | József Darányi  | Ungarn          | beste Qualifikationsweite: 14,35 | beste Qualifikationsweite: 14,35 | beste Qualifikationsweite: 14,35      | nicht für das Finale qualifiziert     | nicht für das Finale qualifiziert     | nicht für das Finale qualifiziert     | 14,35        |                            |

Wenige Wochen vor diesen Spielen hatte Emil Hirschfeld den lange bestehenden Weltrekord des früheren Olympiasiegers Ralph Rose auf 15,79 m verbessert und fuhr so als Mitfavorit nach Amsterdam. Als ihm in der Qualifikation gleich im ersten Versuch 15,72 m gelangen, sah es schon sehr nach einer Medaille für ihn aus. Die US-Amerikaner erwiesen sich als äußerst nervenstark. Zunächst ging ebenfalls in der ersten Qualifikationsrunde Herman Brix mit 15,75 m in Führung. Im Finale steigerte sich John Kuck mit seinem vorletzten Stoß auf die neue Weltrekordweite von 15,87 m und errang die Goldmedaille. Ansonsten blieb die Reihenfolge unter den Medaillengewinnern aus dem ersten Qualifikationsdurchgang unverändert.
Brix ging später zum Film und arbeitete unter dem Künstlernamen Bruce Bennett, um Verwechslungen mit dem österreichischen Schauspieler Hermann Brix zu vermeiden. Kurz nach den Spielen in Amsterdam übertraf Emil Hirschfeld mit 16,045 m als erster Athlet die 16-Meter-Marke.
John Kucks Sieg war der siebte Sieg eines US-Athleten im achten olympischen Kugelstoßfinale. Zugleich war es der fünfte US-Doppelsieg.
Emil Hirschfeld errang die erste deutsche Medaille in dieser Disziplin.

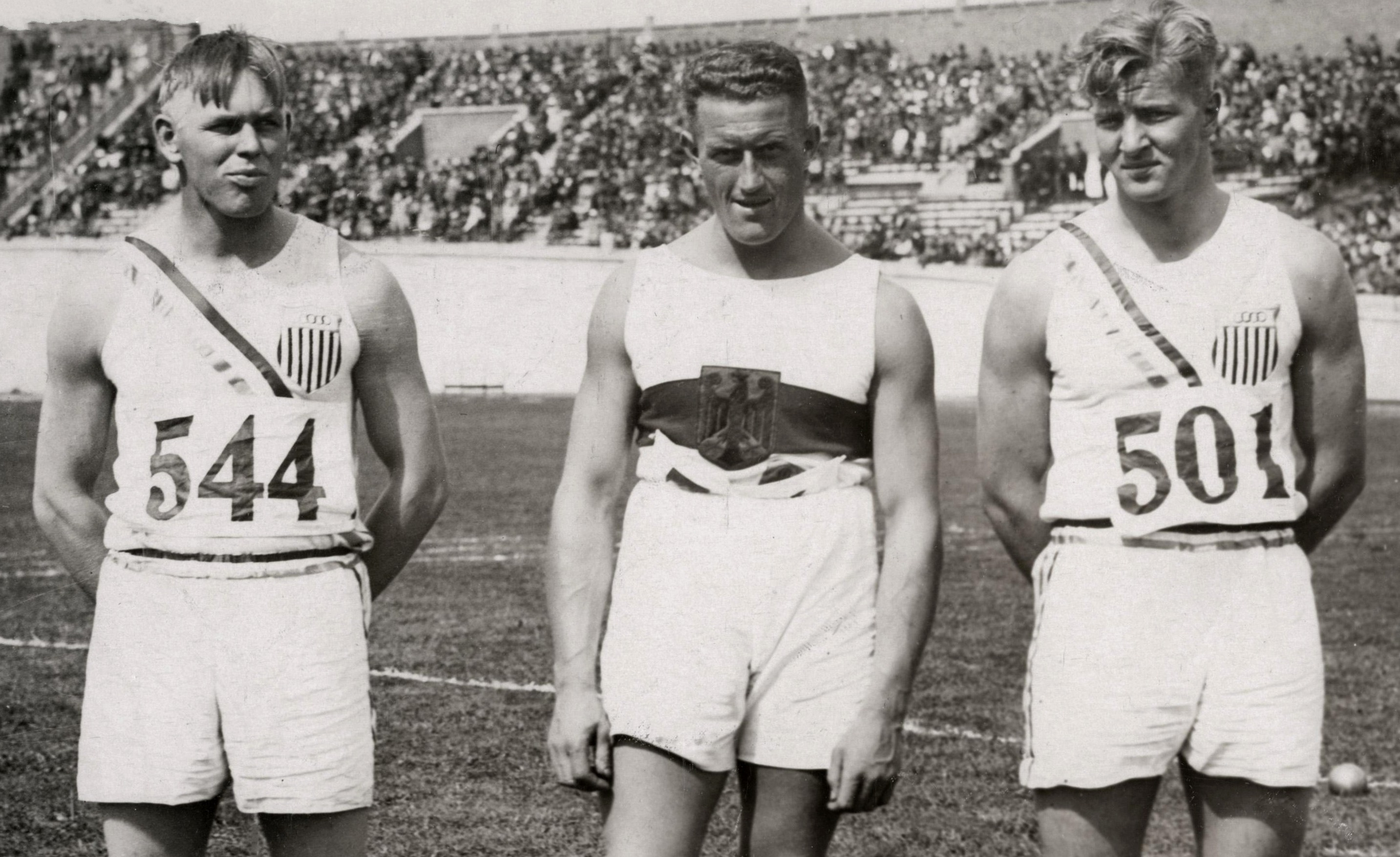
Die Medaillengewinner (v. l. n. r.): John Kuck (Gold), Emil Hirschfeld (Bronze), Herman Brix (Silber)
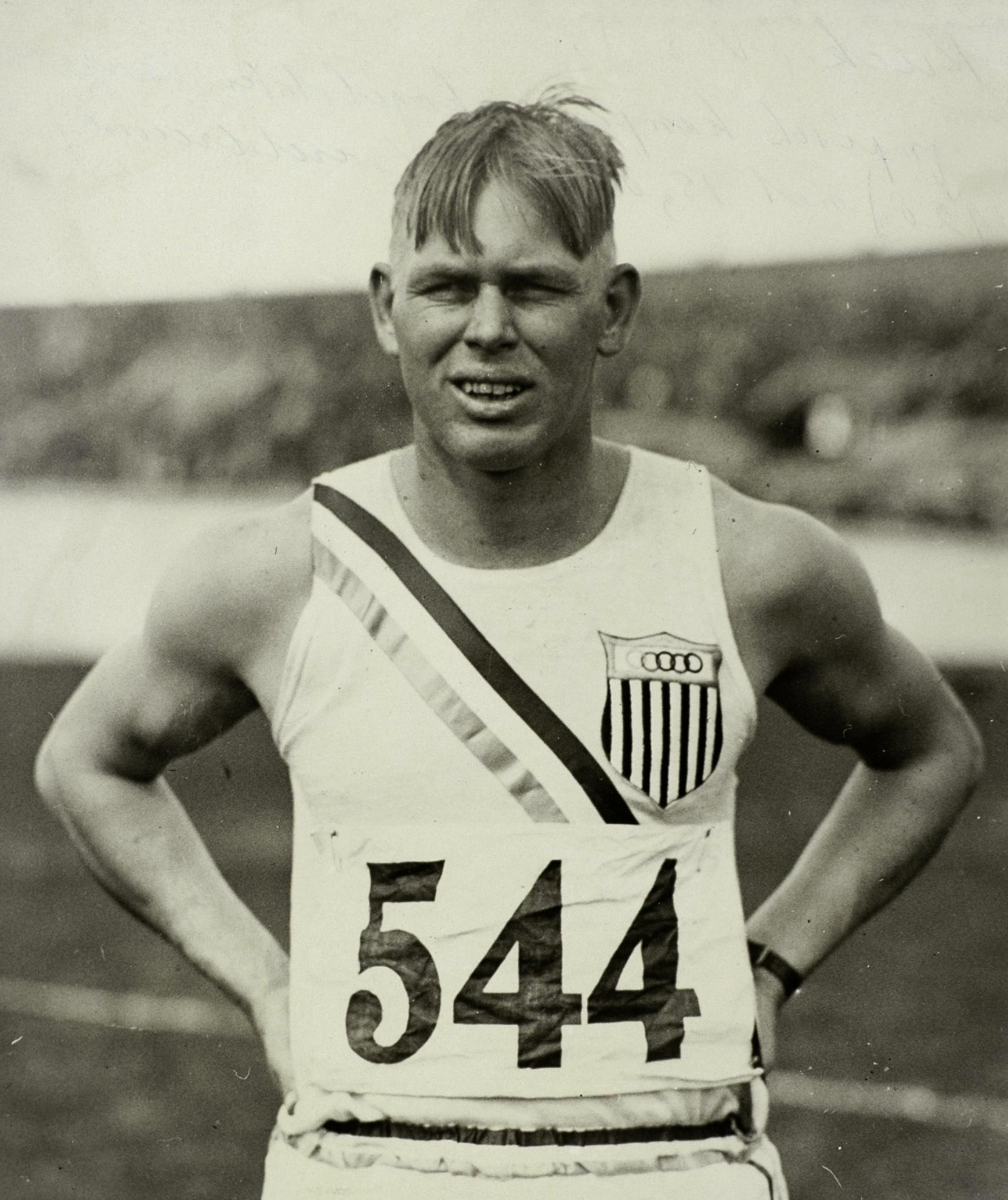
Olympiasieger mit Weltrekord: John Kuck

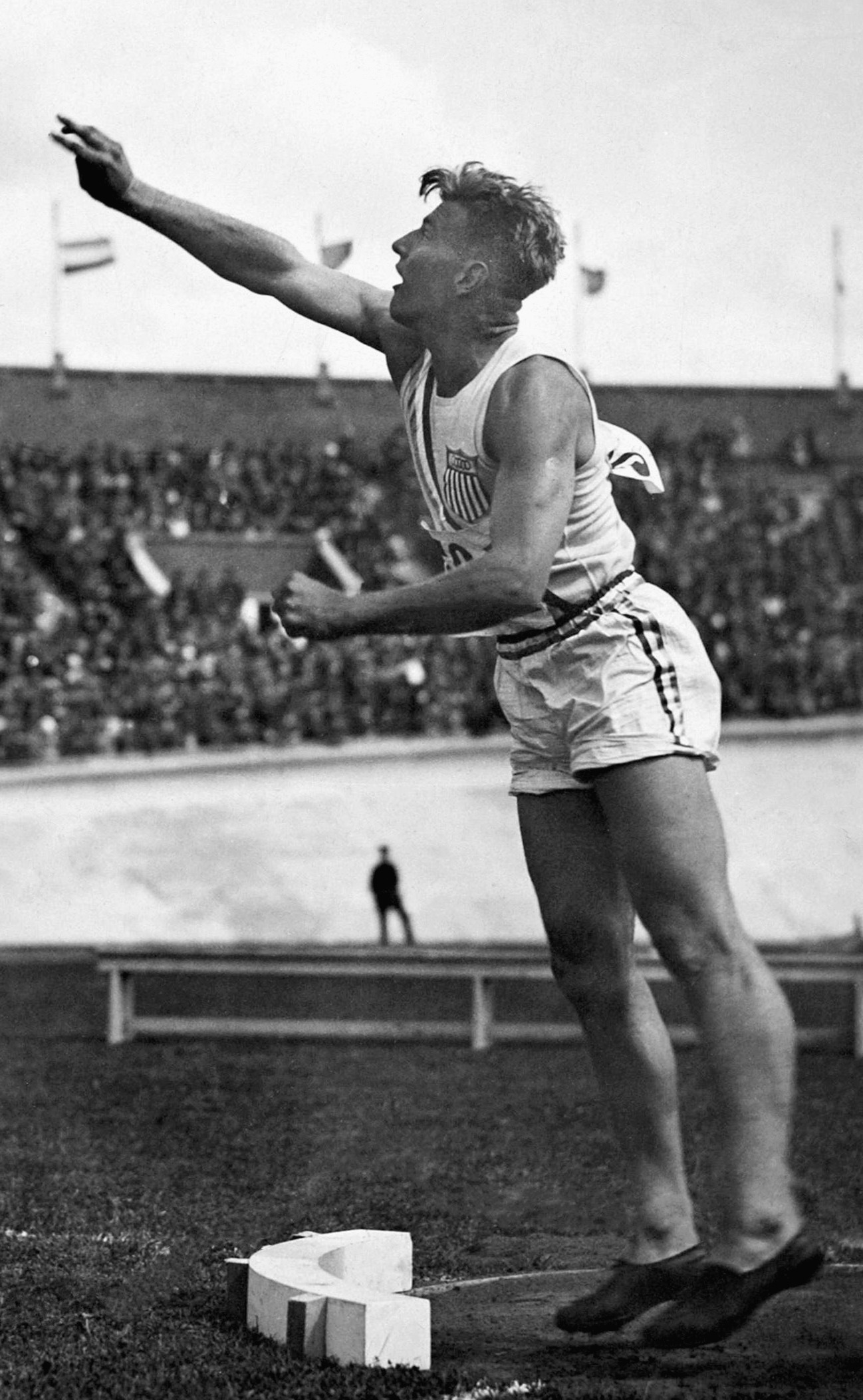
Silbermedaillengewinner Herman Brix
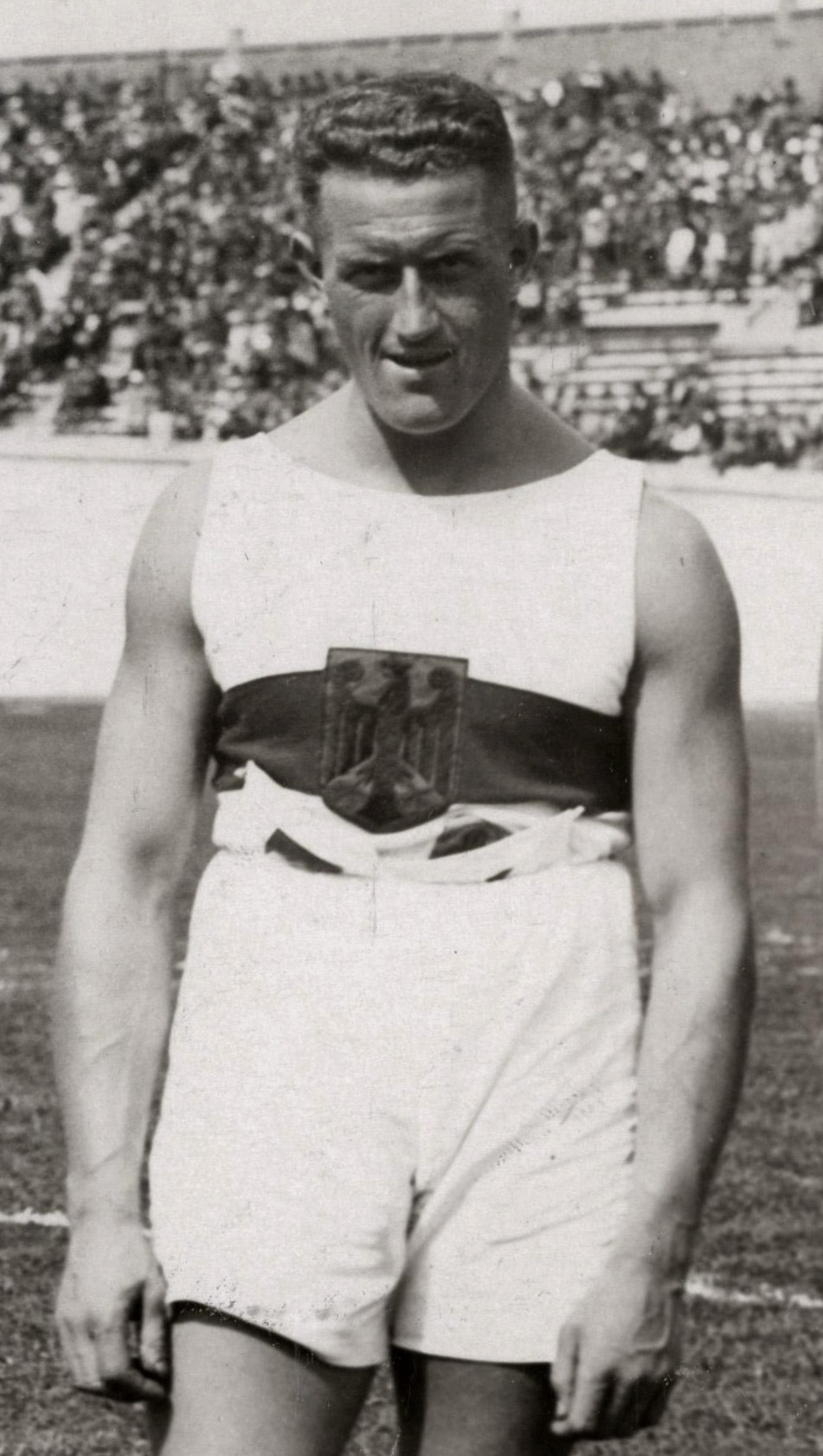
Bronzemedaillengewinner Emil Hirschfeld
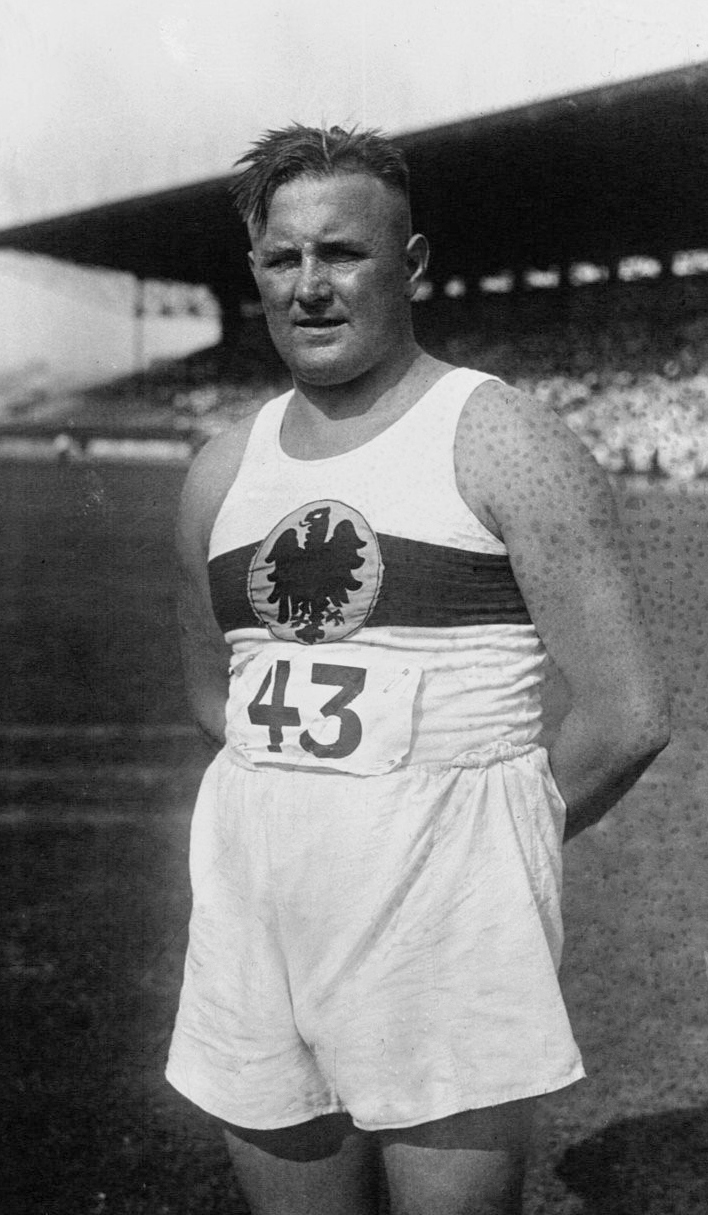
Wilhelm Uebler erreichte Platz sechs

## Video
- John Kuck Wins Shot Put Gold With New World Record - Amsterdam 1928 Olympics, veröffentlicht am 20. Mai 2013 auf youtube.com, abgerufen am 14. September 2017
- Historic footage 1928 Olympic Games part 2, Colorized, youtube.com, Bereich: 1:37 min bis 2:18 min, abgerufen am 21. Juni 2021